# Botia dario
Cá chép cảnh Bengal (Danh pháp khoa học: Botia dario) là một loài cá thuộc họ Botiidae được tìm thấy trong Brahmaputra và lưu vực sông Hằng ở Bangladesh, Bhutan và Bắc Ấn Độ. Ở Bangladesh, B. Dario có thể được tìm thấy trong các lạch suối của khu vực phía Bắc và phía Đông của đất nước (giáp Ấn Độ và Myanmar). Ở Bangladesh, những con cá đang bị đe dọa bởi thuốc trừ sâu được sử dụng trong canh tác lúa. Từ năm 1997, chính phủ Bangladesh đã thi hành hình phạt nghiêm khắc đối với người gây ô nhiễm, với các quy định cụ thể về sự ô nhiễm của dòng suối và đường thủy. Chúng là loài ăn tạp, và do đó cần được cho ăn thức ăn viên chìm cũng như tảo tấm, chúng cũng thích các loại rau tươi như dưa chuột, bí xanh, và các loại thực phẩm đông lạnh như trùn đất và tôm ngâm nước muối. 